# Ottavio Moretti
Ottavio Moretti (Bergamo, 18 marzo 1898 – Bergamo, 1933) è stato un calciatore italiano, di ruolo centrocampista.

## Carriera
Cresciuto nella Bergamasca, passa all'Atalanta con la quale debutta in prima squadra.
Tutto il resto della sua carriera si svolge con i colori neroazzurri, dei quali ricopre anche il ruolo di capitano. Le presenze accertate sono solo 16, anche se si presume possano essere di più, a causa della carenza di archivi storici.

## Palmarès

### Club

#### Competizioni nazionali
- Seconda Divisione: 1

Atalanta: 1922-1923